# Primærrute 38
De Primærrute 38 is een hoofdweg in Denemarken. De weg loopt van Rønne via Aakirkeby naar Nexø. De Primærrute 38 loopt over het eiland Bornholm en is ongeveer 30 kilometer lang.